# Martha Higareda
Martha Higareda est une actrice mexicaine, née le 24 août 1983 à Villahermosa dans l'État de Tabasco au Mexique.

## Biographie
Fille de l'actrice Martha Cervantes et de l'artiste José Luis Higareda, Martha a commencé son expérience sur la scène très tôt, remportant des concours de danses folkloriques mexicaines et de déclamation. Comme pour son frère, ses parents ont insisté sur son éducation artistique. Elle a assisté à des cours de claquettes, de jazz, de flamenco et de comédie. C'est dans cette dernière activité qu'elle a trouvé sa vocation.
À 14 ans, elle a déménagé à Mexico pour poursuivre sa carrière d'actrice. En 2000, elle est diplômée du CAC (Institut mexicain de la Culture et de la comédie). Elle a joué dans différentes pièces du théâtre classique mexicain (Don Juan Tenorio que Dona Ines).
En 2002, elle joue le rôle principal dans son premier film : "Love Hurts" ('Amar te duele', une histoire d'amour entre une jeune fille de bonne famille et un jeune homme d'origine modeste. Pour empêcher cet amour, les parents de la jeune fille décident de l'envoyer au Canada). Le film fut un énorme succès, il a gagné plusieurs prix, y compris la déesse d'argent "Révélation actrice" pour les journalistes le cinéma mexicain et un prix pour les MTV Movie Favorite Latin actrice.  
Elle a travaillé tout de suite après dans la "Casa de los Babys", réalisé par John Sayles. Elle a ensuite travaillé dans plusieurs émissions de télévision.  «Tomber en amour» et «Joans» avant Martha favoris dans un autre film mexicain Maria "7 Days" (2005). Et c'est quand elle a travaillé avec le célèbre réalisateur mexicain Carlos Carrera ("crime de prêtre Amaro, 2002) qu'elle a commencé à être considérée comme la meilleure actrice de sa génération. 
Dans le film "Sex, Love et autres perversions» (2006) elle jouait le rôle d'une adolescente souffrant de troubles mentaux qui vivaient dans un ascenseur dans un immeuble abandonné au centre-ville de Mexico. Elle a été nommée pour ce personnage pour la déesse d'argent en 2006. Cette même année historique, ouverture des bureaux de production Columbia Pictures à Mexico, le premier film qu'ils ont décidé de produire a été "Charm School" (2007) mettant en vedette Martha dans le rôle d'Adela, une adolescente punk qui rêve d'être une actrice. La comédie à succès a battu des records en 2007, Along Came sa nomination mexicaine Oscar de la meilleure actrice de soutien pour son rôle dans "Out of Heaven" (2007) un drame réalisé par Javier Patron Fox et publié la même année. 
En 2007, elle est allée à Los Angeles à la recherche d'un agent. Et elle a obtenu une partie sur un projet pilote de TV réalisé par Stephen Frears, à ce moment candidat aux Oscars. Elle a voyagé avant et en arrière Entre Los Angeles et au Mexique, mais elle l'était jusqu'en mai 2007 quand elle a obtenu un rôle face à Keanu Reeves dans le film «Street Kings», «Au bout de la nuit» en France sorti en 2008. 

## Filmographie
- 2002 : Amar te duele : Renata
- 2003 : El sueño de Elias : María
- 2003 : Enamórate TV : Celeste
- 2003 : Casa de los babys : Celia
- 2003 : Mujer dormida : Marina
- 2004 : Las Juanas TV : Juana Carolina
- 2004 : Al otro lado : Eréndira
- 2005 : Volver, volver
- 2005 : 7 días : Gloria
- 2006 : Sexo, amor y otras perversiones
- 2006 : Fuera del cielo : Elisa
- 2006 : Así del precipicio:  Cristina
- 2007 : Borderland : Valeria
- 2007 : Niñas Mal : Adela León
- 2007 : La leyenda de la Nahuala (voix)
- 2007 : Hasta el viento tiene miedo : Claudia
- 2008 : Skip Tracer TV : Jennifer Orellana
- 2008 : Todo incluido : Camila
- 2008 : Au bout de la nuit : Grace Garcia
- 2008 : Tiempo final TV : Flor
- 2008 : Mise à prix 2 : Ariella Martinez
- 2010 : Carlos TV : Amparo
- 2010 : Los dos Pérez
- 2010 : Sin memoria : Mónica
- 2010 : Lluvia de ideas
- 2010 : Le Secret d'Eva (Lies in Plain Sight) : Sofia Delgado
- 2010 : Te presento a Laura : Laura/Eva/Valeria
- 2011 : Les Experts : Miami (saison 10, épisode 2) : Luisa Romero
- Depuis 2017 : Reine du Sud : Castel Fieto
- 2018 : Altered Carbon : Kristin Ortega
- 2019 : Tod@s caen : Mia